# Supercruise

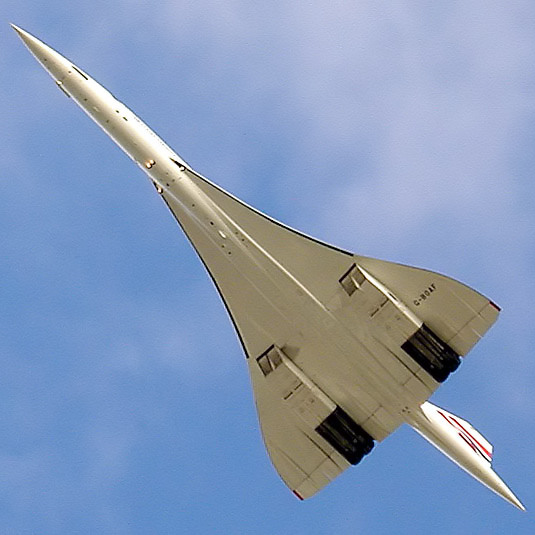
Concorde běžně využíval supercruise během svých letů nad Atlantikem

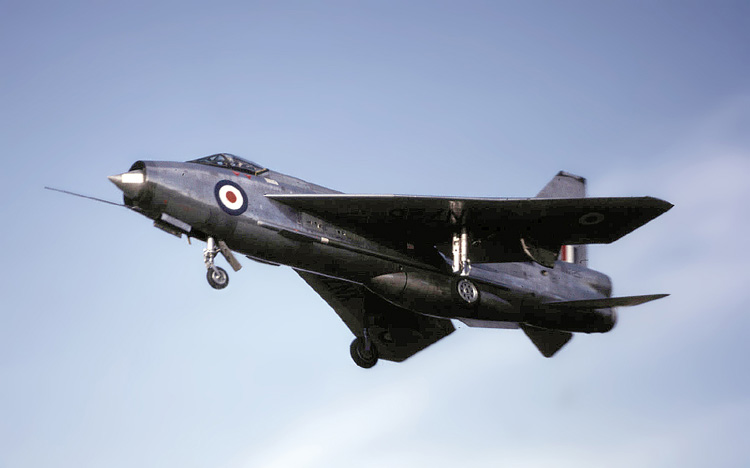
English Electric Lightning bylo první letadlo umožňující nadzvukový let bez použití přídavného spalování

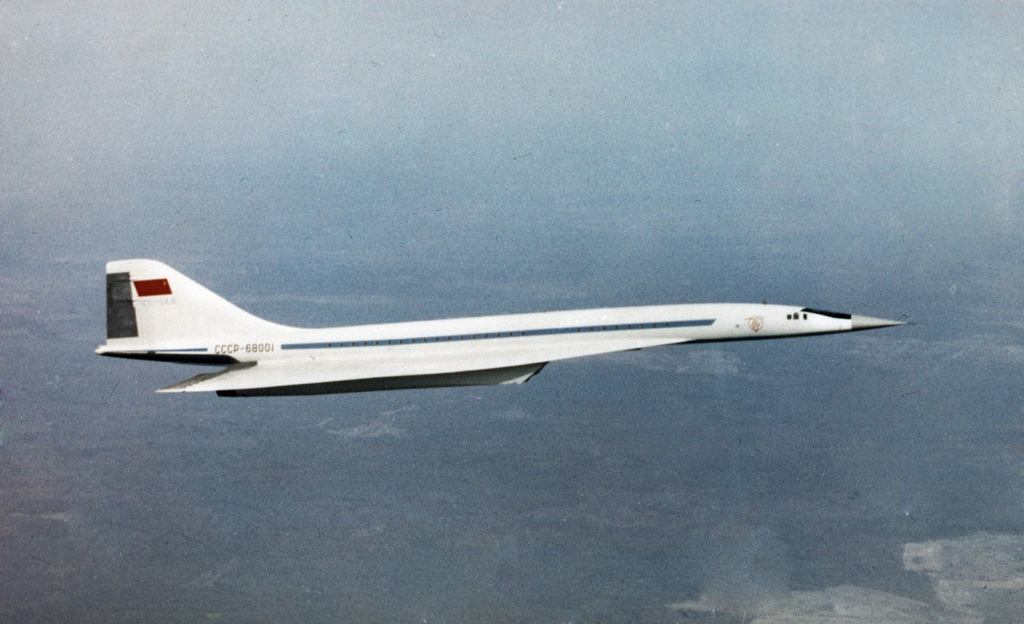
Prototyp letounu Tu-144 za letu

Supercruise je výraz, který znamená schopnost letadla dlouhodobě letět nadzvukovou rychlostí bez použití přídavného spalování. Pravděpodobně nejslavnější letadlo, které používalo supercruise byl nadzvukový Concorde.

## Výhody
Většina vojenských letadel potřebuje další spalování pro dosažení a udržení nadzvukových rychlostí, což dramaticky zvyšuje spotřebu paliva a tím výrazně zkracuje možnou dobu letu těchto strojů. Letouny schopné dosáhnout nadzvukových rychlostí bez použití přídavného spalování mají obecně větší dolet. Použití přídavného spalování také podstatně demaskuje letadlo (výraznější stopa letadla v infračerveném spektru spektra, viditelné plameny šlehající z motorových trysek, větší hluk), což je pak pro protivníka snazší cíl. Supercruise je proto jednou z klíčových schopností potřebných pro stíhačky jako F-22 Raptor a Suchoj Su-57. Nicméně definice stíhacího letadla 5. generace supercruise nezahrnuje, jehož důkazem je i F-35 Lightning II, který touto schopností nedisponuje.

## Historie
První letoun schopný dosáhnout nadzvukové rychlosti bez použití přídavného spalování byl britský English Electric Lightning, který první takový let absolvoval 11. srpna 1954.  Nicméně jeho schopnost létat nadzvukovou rychlostí bez přídavného spalování byla velmi omezená. Letadlo dosáhlo rychlosti přibližně 1,22 M. Pozdější verze byly mnohem rychlejší.

## Letadla se schopností supercruise
| - BAC TSR.2 - Concorde - Dassault Rafale - English Electric Lightning - Eurofighter Typhoon - F-16XL - Chengdu J-10 - Chengdu J-20 - Lockheed A-12 - Lockheed Martin/Boeing F-22 Raptor - Lockheed SR-71 Blackbird | - Lockheed YF-12 - MiG-31 - Northrop YF-23 Black Widow II - North American XB-70 Valkyrie - Saab JAS 39 Gripen NG - Suchoj Su-35BM - Suchoj T-50 PAK FA - Tupolev Tu-128 - Tupolev Tu-144 |